# Hiéroglyphes hittites
Pour les articles homonymes, voir Hiéroglyphe et Hittite.
Les hiéroglyphes hittites forment un système d'écriture original utilisé essentiellement dans des inscriptions monumentales, pour l'écriture d'un dialecte du louvite.
Cette écriture hiéroglyphique semble une création originale des peuples louvitophones d'Anatolie et les signes n'ont pas de relation avec les hiéroglyphes égyptiens ou crétois.
Les plus anciennes inscriptions connues datent du XVe siècle av. J.-C. ; c'est particulièrement tardif, car le louvite était alors écrit depuis plusieurs siècles en utilisant l'écriture cunéiforme, écriture d'origine mésopotamienne. Les inscriptions les plus récentes datent du VIIe siècle av. J.-C., peu après la chute des derniers royaumes néo-hittites.
Les hiéroglyphes hittites, qui ont été déchiffrés au XXe siècle, sont composés de deux groupes de signes:
- les idéogrammes ;
- les signes à valeur syllabique.

Tout comme dans le système cunéiforme, chaque signe peut cumuler les deux valeurs, idéogrammatique ou, selon la terminologie actuelle, logogrammatique d'une part et syllabique d'autre part. Par ailleurs, certains signes à valeur logogrammatique sont utilisés comme des déterminatifs, c'est-à-dire qu'ils déterminent la catégorie du mot qui le suit ou le précède : un nom de personne, de divinité, de ville, etc.
Ils représentent soit des dessins figuratifs, tels des animaux ou des membres du corps humains, soit des figures géométriques simples ou plus complexes.

### Sources et bibliographie
- Emmanuel Laroche, Les hiéroglyphes hittites, Première partie, l'écriture, Éditions du Centre National de la Recherche Scientifique, Paris, 1960,  (ISBN 2-222-00414-4)
- (en) John David Hawkins, The hieroglyphic inscription of the sacred pool complex at Hattusa, with an archaeological introduction by Peter Neve, Wiesbaden, Harrassowitz, 1995.  (ISBN 3-447-03438-6)
- (en) A. Payne, Hieroglyphic Luwian, Harrassowitz, Wiesbaden, 3. ed., 2014,  (ISBN 3-447-10216-0)